# Aleksandr Nażymow
Aleksandr Nażymow (ros. Александр Нажимов; ur. 16 lutego 1952) – radziecki lekkoatleta specjalizujący się w rzucie dyskiem, mistrz Europy juniorów z Paryża (1970).

## Sukcesy sportowe
| Rok  | Miasto | Zawody                      | Konkurencja  | Wynik       |
| ---- | ------ | --------------------------- | ------------ | ----------- |
| 1970 | Paryż  | mistrzostwa Europy juniorów | rzut dyskiem | złoty medal |

## Rekordy życiowe
- rzut dyskiem – 65,24 – Soczi 24/02/1980